# ۸۸۴ (میلادی)
۸۸۴ (میلادی) هشتصد و هشتاد و چهارمین سال تقویم میلادی است.

## درگذشتگان
‎